# Liste der Biografien/Lue
Liste der Biografien |
Portal Biografien |
Personensuche
# |
A |
B |
C |
D |
E |
F |
G |
H |
I |
J |
K |
L |
M |
N |
O |
P |
Q |
R |
S |
T |
U |
V |
W |
X |
Y |
Z |
?
 
La |
Lb |
Lc |
Le |
Lg |
Lh |
Li |
Lj |
Ll |
Lm |
Lo |
Lp |
Lt |
Lu |
Lv |
Lw |
Lx |
Ly |
Lz
 
Lua |
Lub |
Luc |
Lud |
Lue |
Luf |
Lug |
Luh |
Lui |
Luj |
Luk |
Lul |
Lum |
Lun |
Luo |
Lup |
Luq |
Lur |
Lus |
Lut |
Luu |
Luv |
Luw |
Lux |
Luy |
Luz
Die Liste der Biografien führt alle Personen auf, die in der deutschsprachigen Wikipedia einen Artikel haben. Dieses ist eine Teilliste mit 97 Einträgen von Personen, deren Namen mit den Buchstaben „Lue“ beginnt.

## Lue
- Lue Sai († 1433), König des Reiches Lan Chang
- Lue, Tyronn (* 1977), US-amerikanischer BasketballspielerTyronn Lue (* 1977)

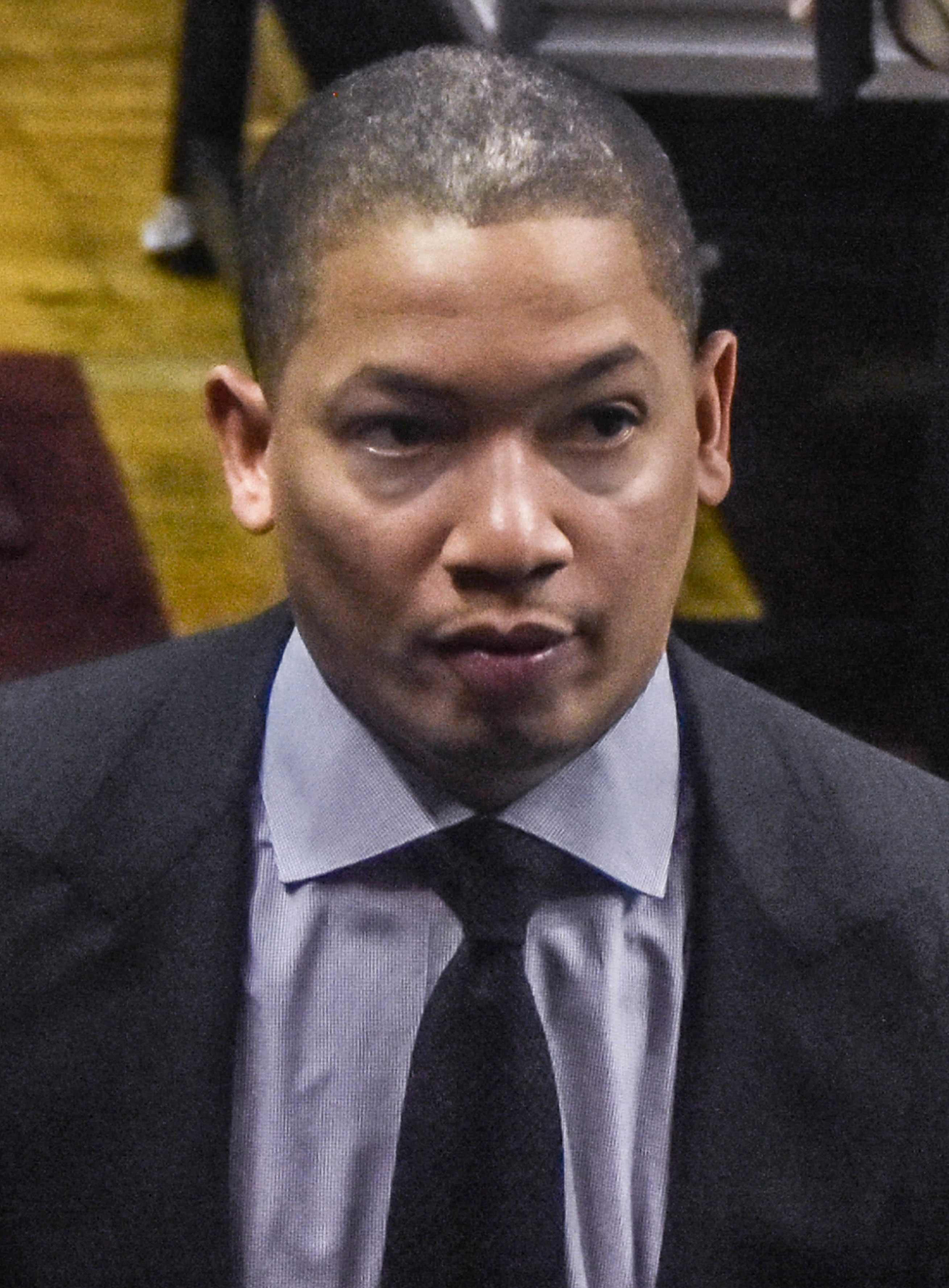
Tyronn Lue (* 1977)

### Luea
- Lueanthala, Soukphachan (* 2002), laotischer Fußballspieler

### Lueb
- Luebbert, Sarah (* 1997), US-amerikanische Fußballspielerin
- Luebeck, Emil (1848–1905), deutscher Althistoriker und Gymnasiallehrer
- Lueben, Werner (1894–1944), deutscher Jurist und Generalstabsrichter

### Luec
- Luechai Thatwisai, Joseph (* 1962), thailändischer Priester, Bischof von Udon Thani
- Lueck, William (1900–1979), US-amerikanischer Didaktiker, Mathematiker und Hochschullehrer
- Luecke, John Edwin, US-amerikanischer Mathematiker
- Luecke, John F. (1889–1952), US-amerikanischer Politiker
- Lueckel, Gordon (* 1964), deutscher Unternehmensberater, Vortragsredner und Autor

### Lued
- Luedde-Neurath, Kurt (1911–1984), deutscher Diplomat
- Lueddecke, Werner (1920–1996), deutscher Politiker (SPD), MdA
- Luedecke, Old Man, kanadischer Liedermacher, Musiker und Banjospieler
- Luedecke, Otto (1851–1910), deutscher Geologe und Mineraloge
- Luedeke, Christine, deutsche Designerin und Hochschullehrerin
- Lueder, August Ferdinand (1760–1819), deutscher Wirtschafts- und Staatswissenschaftler
- Lueder, Carl (* 1763), Unternehmer und Abgeordneter
- Lueder, Carl Conrad (1840–1892), deutscher Diplomat, Generalkonsul und Ministerresident
- Lueder, Franz Hermann Heinrich (* 1734), deutscher Pastor und Botaniker
- Lueder, Hans-Georg (1908–1989), deutscher Offizier
- Lueder, Karl (1834–1895), deutscher Jurist und Hochschullehrer
- Lueders, Kathy, US-amerikanische Ingenieurin und Managerin
- Lueders, Pierre (* 1970), kanadischer Bobfahrer
- Luedtke, Bernhard (1908–2003), deutscher SS-Oberscharführer im KZ Stutthof
- Luedtke, Corinna (* 1961), deutsche Schriftstellerin
- Luedtke, Kurt (1939–2020), US-amerikanischer Drehbuchautor und Oscarpreisträger
- Luedtke, Roland A. (1924–2005), US-amerikanischer Politiker
- Luedtke, Simone (* 1971), deutsche Politikerin (Die Linke), Oberbürgermeisterin von Borna

### Luef
- Luef, Berndt (* 1952), österreichischer Jazzmusiker
- Luef, Johann (1905–1945), österreichischer Fußballspieler und -trainer
- Lueftner, John (* 1969), österreichischer Filmproduzent

### Lueg
- Lueg, Carl (1833–1905), deutscher Unternehmer, Vorstandsvorsitzender der Gutehoffnungshütte
- Lueg, Ernst Dieter (1930–2000), deutscher Journalist
- Lueg, Heinrich (1840–1917), deutscher Industrieller und Stadtverordneter
- Lueg, Heinz (1914–1984), deutscher Elektrotechniker
- Lueg, Lars Peter (* 1974), deutscher Schauspieler, Regisseur und Produzent von Hörspielen
- Lueg, Michael (* 1961), deutscher Journalist und Moderator
- Lueg, Rainer (* 1979), deutscher Ökonom
- Lueg, Werner (1931–2014), deutscher Leichtathlet und Olympiamedaillengewinner
- Lueg, Wilhelm (1792–1864), deutscher Hüttendirektor
- Lueg, Wilhelm (1880–1956), deutscher Kolonial- und Ministerialbeamter
- Lueger, Angela (* 1965), österreichische Politikerin (SPÖ), Abgeordnete zum Nationalrat, Landtagsabgeordnete und Gemeinderätin, Mitglied des Bundesrates
- Lueger, Erasmus († 1483), Adliger des Herzogtums Krain und Burggraf der Höhlenburg Predjama
- Lueger, Georg, salzburgischer römisch-katholischer Geistlicher
- Lueger, Karl (1844–1910), österreichischer Politiker, Wiener Bürgermeister, LandtagsabgeordneterKarl Lueger (1844–1910)

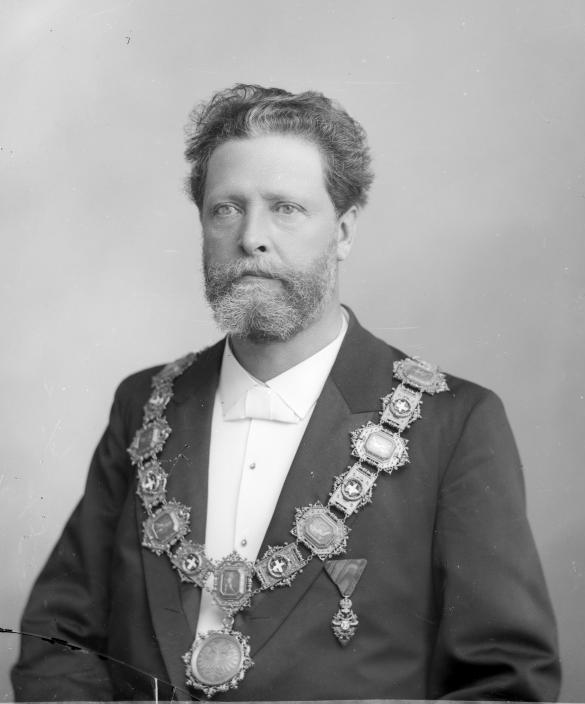
Karl Lueger (1844–1910)

- Lueger, Michael (1804–1883), deutscher Landschaftsmaler und Aquarellist
- Lueger, Otto (1843–1911), deutscher Ingenieur, kommunaler Baubeamter und Hochschullehrer; Herausgeber des „Lexikons der gesamten Technik“
- Lueger, Patricia (* 1974), deutsche Schauspielerin

### Lueh
- Luehrs-Kaiser, Kai (* 1961), deutscher Publizist und Musikkritiker

### Luek
- Lueken, Anaïs (* 1983), deutsch-dänische Musicaldarstellerin
- Lueken, Bernd (1908–1978), deutscher Physiologe
- Lueken, Emil (1879–1961), deutscher Jurist und Politiker (FDP), MdBB, Oberbürgermeister von KielEmil Lueken (1879–1961)

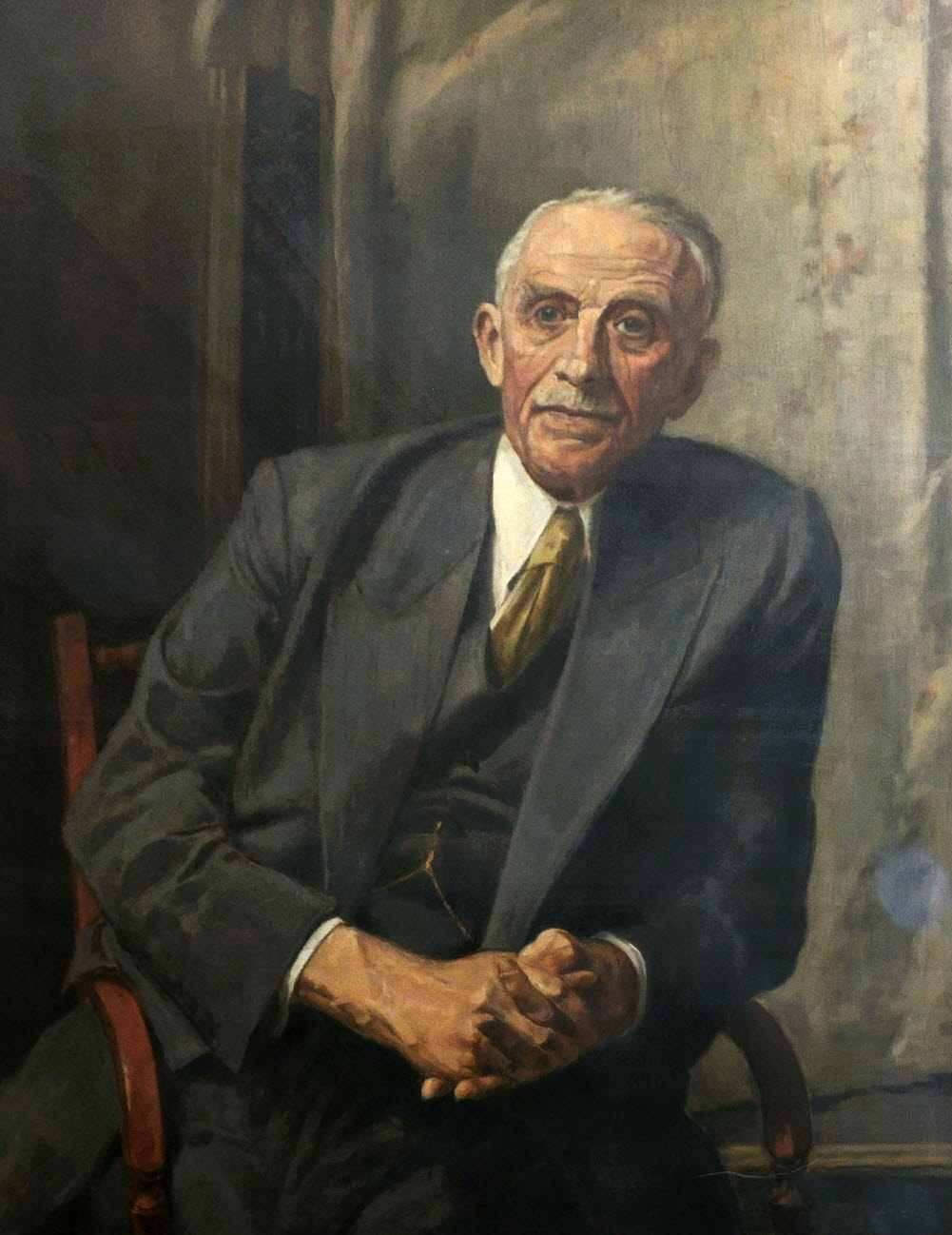
Emil Lueken (1879–1961)

- Lueken, Heiko (1942–2016), deutscher Chemiker und Professor für Anorganische Chemie an der RWTH Aachen
- Lueken, Verena (* 1955), deutsche Journalistin und Schriftstellerin

### Luel
- Luelsdorff, Philip Allan (1941–2018), US-amerikanischer Linguist und Hochschullehrer

### Luen
- Luenberger, David (* 1937), US-amerikanischer Elektrotechniker, Professor an der Stanford University
- Luengo, Antton (* 1981), baskischer Radrennfahrer
- Luengo, Beatriz (* 1982), spanische Schauspielerin, Tänzerin und Sängerin
- Luengo, Laura (* 1997), spanische Langstreckenläuferin
- Luengo, María Teresa (* 1940), argentinische Komponistin und Musikpädagogin
- Luengo, Vicky (* 1990), spanische Schauspielerin
- Luening, Otto (1900–1996), US-amerikanischer Komponist und Dirigent
- Luening, Warren (1941–2012), US-amerikanischer Jazz- und Studiomusiker

### Luer
- Lüer, Ada (* 2001), deutsche Schauspielerin
- Lüer, Carl (1897–1969), deutscher Politiker (NSDAP), MdR, NS-Wehrwirtschaftsführer, stellvertretender Leiter der Reichswirtschaftskammer und Reichstagsabgeordneter
- Luer, Eric van der (* 1965), niederländischer Fußballspieler
- Lüer, Georg Wilhelm Amatus (1802–1883), deutscher Fabrikant chirurgischer Instrumente in Paris
- Lüer, Gerd (* 1938), deutscher Kognitionspsychologe und Professor
- Lüer, Hans (1890–1980), deutscher Straßenbauer, Teer-Chemiker und Erfinder
- Lüer, Hermann (1870–1962), deutscher Kunsthistoriker, Architekt und Direktor der Kunstgewerbeschule Kassel
- Lüer, Hugo (1886–1954), deutscher Turntrainer, Kampfrichter und Gaumännerturnwart
- Lüer, Kurt (1863–1946), deutscher Apotheker, Straßenbauer, Teer-Chemiker und Erfinder
- Luer, Nadya (* 1968), deutsche Nachrichtensprecherin und Redakteurin
- Lüer, Norbert (* 1955), deutscher Unternehmer
- Lüer, Otto (1865–1947), deutscher Architekt
- Lüer, Rolf (1929–2013), deutscher Bankmanager und Historiker
- Lüer, Wilhelm (1834–1870), deutscher Architekt und Hochschullehrer
- Lüers, Herbert (1910–1978), deutscher Biologe und Genetiker
- Lüers, Jochen (* 1974), deutscher Wasserskiläufer
- Luers, John Henry (1819–1871), deutsch-US-amerikanischer Geistlicher, römisch-katholischer Bischof von Fort Wayne
- Lüers, Julian (* 2006), deutscher Fußballspieler
- Lüers, Konstantin Josef (1916–1997), deutscher Ordensgeistlicher, römisch-katholischer Bischof von Penedo
- Lüers, Lüder (1926–2022), deutscher Diplom-Gartenarchitekt
- Luers, William (1929–2025), US-amerikanischer Diplomat
- Luersen, Fabio, brasilianischer Poolbillard- und Snookerspieler
- Luerssen, Christian (1843–1916), deutscher Botaniker
- Luerßen, Franz (1882–1954), deutscher Sanitätsoffizier, zuletzt Generalstabsarzt
- Lüerssen, Rolf (1920–2009), deutscher Politiker (CDU), MdBB

### Lues
- Lüeße, Gabi, deutsche Fernseh-Journalistin und Moderatorin

### Luet
- Luetgebrune, Walter (1879–1949), deutscher Rechtsanwalt, Ministerialbeamter und SA-Führer
- Luethi, Rolf (1933–2015), Schweizer Bildhauer, Maler, Zeichner und Gestalter
- Luetke, Joachim (* 1957), deutscher Multimediakünstler
- Luetkemeyer, Blaine (* 1952), US-amerikanischer Politiker der Republikanischen Partei
- Luetz, Gabriel de, französischer Botschafter im Osmanischen Reich

### Luev
- Luevano, Steven (* 1981), mexikanischer Boxer im Federgewicht

### Luez
- Luez, Laurette (1928–1999), US-amerikanische Schauspielerin